# Xã Cannon, Quận Kittson, Minnesota
Xã Cannon (tiếng Anh: Cannon Township) là một xã thuộc quận Kittson, tiểu bang Minnesota, Hoa Kỳ. Năm 2010, dân số của xã này là 20 người.